# Adam Stachowiak (wielrenner)
Adam Stachowiak (Żyrardów, 10 juli 1989) is een Pools voormalig wielrenner die zijn carrière in 2023 afsloot bij HRE Mazowsze Serce Polski. Na zijn stoppen ging hij verder als ploegleider bij dezelfde ploeg. In 2014 nam hij deel aan de ploegentijdrit op het wereldkampioenschap.

## Overwinningen
2014
Bergklassement Ronde van Małopolska
2015
Memorial im. J. Grundmanna and J. Wizowskiego
2017
Bergklassement Ronde van Małopolska
2019
3e etappe Ronde van Małopolska
Eindklassement Ronde van Małopolska

## Ploegen
- 2012 –  Bank BGŻ
- 2013 –  Bank BGŻ
- 2014 –  BDC-Marcpol Team
- 2015 –  Kolss-BDC Team
- 2016 –  Verva ActiveJet Pro Cycling Team
- 2017 –  Voster Uniwheels Team
- 2018 –  Voster Uniwheels Team
- 2019 –  Voster ATS Team
- 2020 –  Voster ATS Team
- 2021 –  HRE Mazowsze Serce Polski
- 2022 –  HRE Mazowsze Serce Polski
- 2023 –  HRE Mazowsze Serce Polski

Aniołkowski · A.Banaszek · N.Banaszek · Bernas · Bodnar · Charucki · Cieślik · Franczak · Gradek · Hník · Koch · Podlaski · Polnický · Simón · Stachowiak · Staniszewski
Banaszek · Czubak · Grabis · Komar · Krawczyk · Nowaczek · Parma · Podlaski · Sobieraj · Stachowiak